# Politiske partier i Estland
Dette er en liste over politiske partier i Estland.
Estland har et flerpartisystem. Denne liste dækker kun over partier som har repræsentation i Estlands parlament, Riigikogu eller Europa-Parlamentet.
| Navn på Dansk                 | Navn                              | Partiformand        | Partiformand | Politiske position          | Ideologi                                | Riigikogu | Europa-Parlamentet |
| ----------------------------- | --------------------------------- | ------------------- | ------------ | --------------------------- | --------------------------------------- | --------- | ------------------ |
| Estisk Reformparti            | Eesti Reformierakond              | Kaja Kallas         |              | Centrum-højre               | Liberalisme, Klassisk liberalisme       | 34 / 101  | 2 / 7              |
| Estisk Centerparti            | Eesti Keskerakond                 | Jüri Ratas          |              | Centrum                     | Centrisme, Socialliberalisme            | 25 / 101  | 1 / 7              |
| Estisk Konservative Folkepart | Eesti Konservatiivne Rahvaerakond | Martin Helme        |              | Højrefløj                   | Nationalkonservatisme, Nationalisme     | 19 / 101  | 1 / 7              |
| Fædreland                     | Isamaa                            | Helir-Valdor Seeder |              | Centrum-højre til Højrefløj | Kristendemokrati, Nationalkonservatisme | 12 / 101  | 1 / 7              |
| Socialdemokraterne            | Sotsiaaldemokraatlik Erakond      | Indrek Saar         |              | Centrum-venstre             | Socialdemokratisme                      | 10 / 101  | 2 / 7              |